# Thibault Giresse
Thibault Giresse (Talence, 25 maggio 1981) è un ex calciatore francese, di ruolo centrocampista.

## Biografia
È figlio dell'ex calciatore e allenatore (che ha ricoperto molteplici incarichi con le nazionali africane) Alain Giresse.

## Carriera
Ha giocato nella massima serie del campionato francese con Tolosa e Guingamp. Con il Guingamp ha trascorso 9 anni della sua carriera dal 2009 al 2018, diventando capitano del club che è stato l'ultimo nel quale ha militato prima di ritirarsi al termine della stagione 2017-2018. Con il club della Bretagna ha vinto la Coppa di Francia 2013-2014.

## Palmarès

### Club

#### Competizioni nazionali
- Coppa di Francia: 1

Guingamp: 2013-2014
- Ligue 2: 1

Tolosa: 2002-2003

### Individuale
- Capocannoniere del Championnat National: 1

2010-2011 (21 reti)